# Список банков Италии
В Италии существовало 11 банковских групп (исключая банковские группы, которыми владели иностранные банки), которые контролировались непосредственно Европейским центральным банком. По данным Mediobanca, по состоянию на 2017 год существует более 350 банковских групп или независимых банков. Тем не менее, ЕЦБ рассматривал ICCREA Banca, клиринговую палату итальянской федерации кооперативных банков, как одну банковскую группу, в которой издание Mediobanca считает, что кооперативные банки являются отдельными субъектами, такими как Banca di Credito Cooperativo di Roma, и заняла 22-е место в публикации, а ICCREA Banca и Банк Италии были исключены из публикации. 

## Список банков по  общей сумме активов
По состоянию на 31 декабря 2017 года 
| Ранг (по данным Mediobanca ) | Компания                              | Общая сумма активов (в тысячах €) | RWAs ( в тысячах €) | Тип банка |
| ---------------------------- | ------------------------------------- | --------------------------------- | ------------------- | --- |
| ▬ 1                          | UniCredit                             | ▼ 833,405,000                     |                     | 6+ 6 |
| ▬ 2                          | Intesa Sanpaolo                       | ▲ 789,104,000                     |                     | Внутренний системно важный банк ; был под контролем у European Central Bank |
| *                            | Bank of Italy                         |                                   |                     | Центральный банк |
| ▬ 3                          | Cassa Depositi e Prestiti             | ▲ 367,253,385                     |                     | Национальный инвестиционный банк большинство принадлежит Ministry of Economy and Finance                                                                                               |
| *                            | BancoPosta division of Poste italiane |                                   |                     | совместное управление by Cassa Depositi e Prestiti and the Ministry of Economy and Finance                                                                                             |
| *                            | Istituto per il Credito Sportivo      |                                   |                     | Дочернее предприятие Ministry of Economy and Finance |
| ▬ 4                          | Banco BPM                             | ▼ 159,909,605                     |                     | внутренний системно важный банк ; был под контролем у European Central Bank |
| ▬ 5                          | Banca Monte dei Paschi di Siena       | ▼ 138,870,957                     |                     | внутренний системно важный банк , находился под контролем у European Central Bank, большинство принадлежит Ministry of Economy and Finance после операции по спасению от банкротства . |
| ▬ 6                          | UBI Banca                             | ▲ 125,647,466                     |                     | находиться под контролем European Central Bank |
| ▬ 7                          | Banca Nazionale del Lavoro            | ▬ 078,771,699                     |                     | дочернее предприятие компании BNP Paribas ( находилось под контролем European Central Bank)                                                                                            |
| ▲ 8                          | BPER Banca                            | ▲ 070,832,180                     |                     | находилось под контролем European Central Bank |
| ▼ 9                          | Mediobanca                            | ▲ 069,893,356                     |                     | находилось под контролем у European Central Bank |
| ▬ 10                         | Crédit Agricole Italia                | ▲ 064,753,301                     |                     | дочернее предприятие компании Crédit Agricole (находилось под контролем у European Central Bank)                                                                                       |
| 11                           | Banca Mediolanum                      | ▲ 042,986,102                     |                     | Также лидирующая страховая компания |
| 12                           | Banca Popolare di Sondrio             | ▲ 041,600,934                     |                     | находилась под контролем у European Central Bank |
| 13                           | Credito Emiliano                      | ▲ 041,158,623                     |                     | находилась под контролем у European Central Bank |
| *                            | ICCREA Banca                          | ▼ 38,127,486:375                  | ▬ 12,834,414:30     | Клиринговая палата принадлежавшая более чем 300 региональным банкам находилась под контролем у European Central Bank                                                                   |
| 14                           | Credito Valtellinese                  | ▼ 024,912,233                     |                     | |
| 15                           | Banca Carige                          | ▼ 024,884,699                     |                     | находился под контролем у European Central Bank |
| 16                           | Deutsche Bank (Italy)                 | ▬ 023,927,035                     |                     | Дочернее предприятие Deutsche Bank AG (была под контролем European Central Bank) |
| 17                           | Crediop                               | ▼ 020,528,312                     |                     | Дочернее предприятие компании Dexia (была под контролем European Central Bank) |
| 18                           | Banca Popolare di Bari                | ▲ 014,254,011                     |                     | |
| 19                           | Banco di Desio e della Brianza        | ▲ 013,977,876                     |                     | |
| 20                           | Unipol Banca                          | ▲ 013,955,544                     |                     | Совместное дочернее предприятие компаний Unipol and UnipolSai |
| 21                           | Banca Sella Group                     | ▲ 013,706,688                     |                     | |
| 22                           | Banca di Credito Cooperativo di Roma  | ▲ 011,587,556                     |                     | Будет частью ICCREA Banca Group в качестве акционера |
| 23                           | Cassa di Risparmio di Asti            | ▼ 011,509,909                     |                     | |

Информация о таблице 
Примечание: банки, активы которых составляют менее 10 миллиардов евро, не были включены в список. Также, итальянский филиал Barclays Bank был исключен из данного списка.